# Bonca Bayuon
Bonca Bayuon is een bestuurslaag in het regentschap Mandailing Natal van de provincie Noord-Sumatra, Indonesië. Bonca Bayuon telt 684 inwoners (volkstelling 2010).